# Homaliodendron papillosum
Homaliodendron papillosum är en bladmossart som beskrevs av Brotherus 1923. Homaliodendron papillosum ingår i släktet Homaliodendron och familjen Neckeraceae. Inga underarter finns listade i Catalogue of Life.